# Pola Oloixarac
Paola Caracciolo (Buenos Aires, 13 de septiembre de 1977), conocida por su seudónimo Pola Oloixarac, es una escritora, periodista, filósofa y traductora argentina. Autora de cuatro novelas, su obra ha sido traducida a varias lenguas, y fue calificada por Ricardo Piglia como «el gran acontecimiento de la nueva narrativa argentina». Reside en Barcelonadesde 2020.

## Trayectoria literaria
Cursó sus estudios secundarios en Nuestra Señora de la Misericordia y el Colegio Nacional de Buenos Aires. Estudió filosofía en la Facultad de Filosofía y Letras de la Universidad de Buenos Aires.
Su primera novela, Las teorías salvajes, de 2008, fue un éxito internacional tanto de público, ya que se realizaron cinco ediciones de la obra, como de la crítica especializada. En 2010 la revista Granta la nombró una de las mejores nuevas novelistas en español, y recibió la beca Letras del Fondo Nacional de las Artes de su país.
Fue columnista del suplemento de Cultura de los sábados del diario Perfil y del diario La Nación. Escribió sobre arte y tecnología en The Telegraph, The New York Times International, Folha de Sao Paulo, Página 12, Revista Quimera, Etiqueta Negra, Qué Leer, Revista Alfa, AméricaEconomía y Brando.
En 2010 participó del International Writers Program de Iowa con una beca del Departamento de Estado de los Estados Unidos, y posteriormente fue nombrada profesora Ida Beam 2023 del programa de Escritura Creativa en Español de la Universidad de Iowa. Fue becada por Amsterdam Writer in Residence y Dora Maar en Francia.
Fue la ganadora, junto con la escritora Imaobong Umoren, de la edición 2021 del Premio de Literatura Eccles Centre & Hay Festival, premio que consistió en un monto de libras esterlinas y un año de residencia para desarrollar un proyecto en la British Library.
En 2025, su obra Bad hombre, una novela basada en casos reales, fue nominada al premio Bienal de Novela Mario Vargas Llosa.

## Estilo
Perteneciente a la «novísima novela argentina», el nuevo paradigma en el escenario histórico y epistemológico en la concepción y escritura de la literatura argentina contemporánea, estilísticamente, la obra de Oloixarac se caracteriza por hacer uso de la distopía para criticar el orden social. En su prosa, Oloixarac «es un conglomerado delirante donde ensamblan, de forma heterodoxa y casi siempre paródica, academicismos, latinajos, tecnicismos filosóficos y neologismos geek en construcciones que rehúyen el decoro».

## Obra

### Novelas
- 2008: Las teorías salvajes
- 2015: Las constelaciones oscuras
- 2019: Mona
- 2024: Bad hombre

### No ficción
- 2023: Galería de celebridades argentinas[20]

### Libreto de ópera
- 2014: Hércules en el Mato Grosso